# Liste der Biografien/Neus
Liste der Biografien |
Portal Biografien |
Personensuche
# |
A |
B |
C |
D |
E |
F |
G |
H |
I |
J |
K |
L |
M |
N |
O |
P |
Q |
R |
S |
T |
U |
V |
W |
X |
Y |
Z |
?
 
Na |
Nb |
Nc |
Nd |
Ne |
Nf |
Ng |
Nh |
Ni |
Nj |
Nk |
Nl |
Nm |
Nn |
No |
Nr |
Ns |
Nt |
Nu |
Nv |
Nw |
Nx |
Ny |
Nz
 
Nea |
Neb |
Nec |
Ned |
Nee |
Nef |
Neg |
Neh |
Nei |
Nej |
Nek |
Nel |
Nem |
Nen |
Neo |
Nep |
Ner |
Nes |
Net |
Neu |
Nev |
New |
Nex |
Ney |
Nez
 
Neub |
Neuc |
Neud |
Neue |
Neuf |
Neug |
Neuh |
Neui |
Neuj |
Neuk |
Neul |
Neum |
Neun |
Neup |
Neur |
Neus |
Neut |
Neuv |
Neuw |
Neuy |
Neuz
Die Liste der Biografien führt alle Personen auf, die in der deutschsprachigen Wikipedia einen Artikel haben. Dieses ist eine Teilliste mit 101 Einträgen von Personen, deren Namen mit den Buchstaben „Neus“ beginnt.

## Neus
- Neus, Alexander Heinrich (1795–1876), deutschbaltischer Folklorist
- Neus, Werner (* 1959), deutscher Ökonom, Professor für Betriebswirtschaft

### Neusc
- Neuschäfer, Carl (1879–1946), deutscher Baptistenpastor, Theologiedozent und Studiendirektor am Baptistischen Predigerseminar
- Neuschäfer, Hans (1931–2020), deutscher Fußballspieler
- Neuschäfer, Hans-Jörg (* 1933), deutscher Romanist und Literaturwissenschaftler
- Neuschäfer, Kirsten (* 1982), südafrikanische SeglerinKirsten Neuschäfer (* 1982)

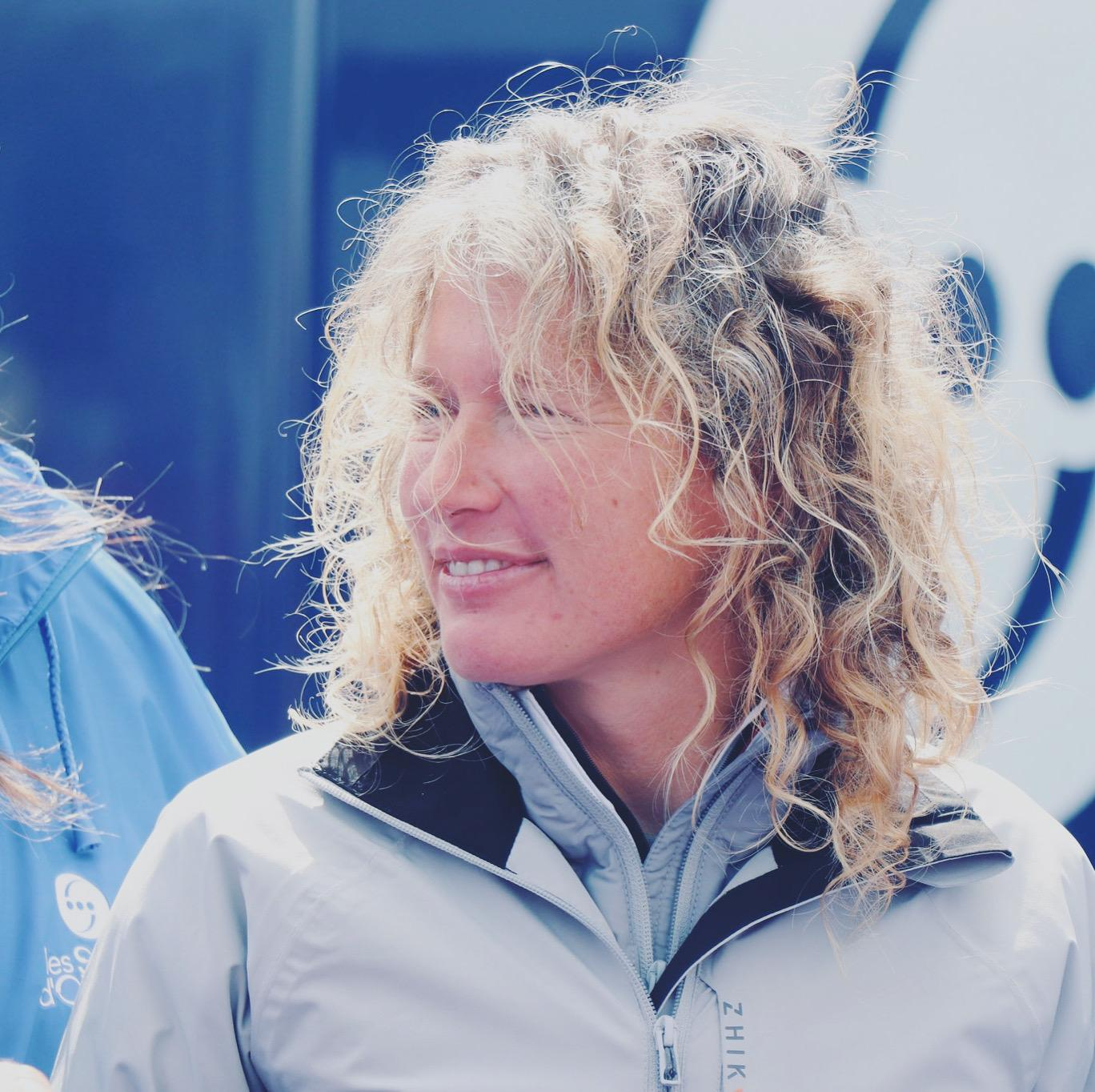
Kirsten Neuschäfer (* 1982)

- Neuschäfer, Reiner Andreas (1967–2016), deutscher evangelischer Theologe, Religionspädagoge, Pfarrer und Autor
- Neuschäfer, Wilfried (* 1970), deutscher Fußballspieler
- Neuschäffer, Hermann (1898–1984), deutscher Rechtsanwalt
- Neuschel, Giovanni Tommaso (1780–1863), ungarischer Geistlicher
- Neuscheler, Eugen (1898–1985), deutscher Historiker und Bibliothekar
- Neuscheler, Karl (1897–1986), deutscher Journalist
- Neuschl, Marius (* 1986), deutscher Basketballspieler
- Neuschler, Alfred (1874–1975), württembergischer Verwaltungsjurist
- Neuschmid, Alois (* 1972), österreichischer Koch
- Neuschmidt, Wolfgang (1901–1977), österreichischer Gerechter unter den Völkern
- Neuschul, Ernest (1895–1968), deutsch-tschechischer Maler
- Neuschulz, Frank (1954–2008), deutscher Ornithologe und Naturschützer
- Neuschwander, Florian (* 1981), deutscher Langstreckenläufer

### Neuse
- Neuse, Karl (1930–2022), deutscher Wasserballspieler und Olympiateilnehmer
- Neuse, Werner (1899–1986), deutscher Germanist
- Neuse, Wilfred H. G. (* 1949), deutscher Fotokünstler
- Neusel, Aylâ (* 1936), türkisch-deutsche Hochschulforscherin und Wissenschaftsmanagerin
- Neusel, Günter (1930–2020), deutscher Bildhauer und Maler
- Neusel, Hans (1914–1999), deutscher Politiker (SPD), MdL
- Neusel, Hans (1927–2013), deutscher Jurist und politischer Beamter der Bundesrepublik DeutschlandHans Neusel (1927–2013)

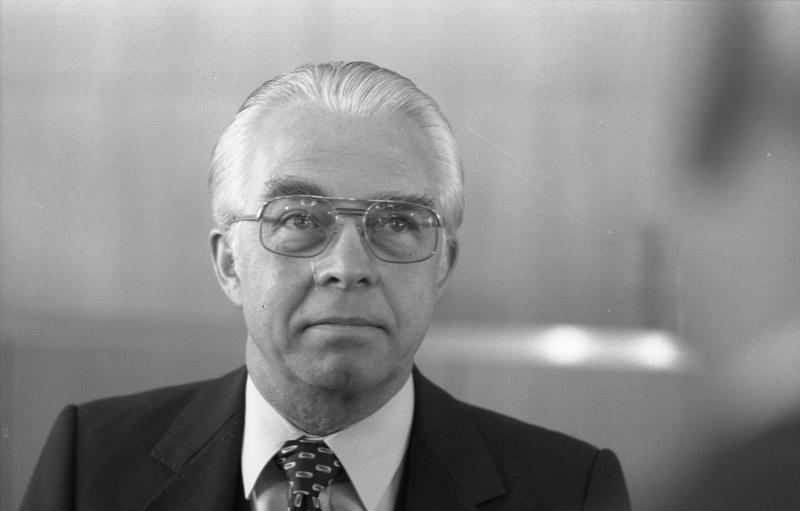
Hans Neusel (1927–2013)

- Neusel, Mara (1964–2014), deutsch-amerikanische Mathematikerin und Hochschullehrerin
- Neusel, Peter (1941–2021), deutscher Olympiasieger im Rudern
- Neusel, Walter (1907–1964), deutscher Schwergewichtsboxer
- Neuser, Adam († 1576), deutscher Theologe
- Neuser, Fritz (* 1932), deutscher Bahnrad- und Motorsportler
- Neuser, Gerd (1945–2022), deutscher Fußballtrainer
- Neuser, Gerhard (1938–1993), deutscher Fußballspieler
- Neuser, Hanna-Lena (* 1980), deutsche Politikwissenschaftlerin und Erwachsenenpädagogin
- Neuser, Jürgen (* 1953), deutscher Arzt, Diplom-Psychologe und Psychotherapeut
- Neuser, Nikolaus (* 1972), deutscher Jazzmusiker (Trompete, Flügelhorn)
- Neuser, Norbert (* 1949), deutscher Politiker (SPD), MdEP
- Neuser, Rosemarie (* 1955), deutsche Fußballspielerin, Mitglied der deutschen Nationalmannschaft (1984–1987)
- Neuser, Wilhelm (1888–1959), deutscher evangelischer Generalsuperintendent
- Neuser, Wilhelm Heinrich (1926–2010), deutscher evangelischer Kirchenhistoriker
- Neuser, Wolfgang (* 1950), deutscher Philosoph
- Neuser, Wolfgang (* 1951), deutscher Theologe, Generalsekretär des CVJM-Gesamtverbandes (2005–2010), Rektor der CVJM-Hochschule (seit 2009)
- Neuser, Wolfgang (1951–2018), deutscher Musiker und Psychotherapeut

### Neush
- Neushul, Jamie (* 1995), US-amerikanische Wasserballspielerin
- Neushul, Kiley (* 1993), US-amerikanische Wasserballspielerin
- Neushul, Ryann (* 1999), US-amerikanische Wasserballspielerin

### Neusi
- Neusidler, Conrad (* 1541), deutscher Lautenist
- Neusidler, Hans († 1563), deutscher Lautenist und Komponist ungarischer Herkunft
- Neusidler, Melchior, deutscher Lautenist und Komponist
- Neusinger, Heinz (* 1938), deutscher Jurist

### Neusn
- Neusner, Jacob (1932–2016), jüdischer Wissenschaftler und Rabbi

### Neuso
- Neusönner, Johann Sebald († 1708), kurfürstlich-bayrischer Geheimsekretär

### Neuss
- Neuß, Alwin (1879–1935), deutscher Schauspieler und Filmregisseur
- Neuß, Anton (1885–1957), deutscher Reichsgerichtsrat
- Neuss, Beate (* 1953), deutsche Politikwissenschaftlerin
- Neuß, Detlef (* 1954), deutscher Verbandsfunktionär
- Neuß, Elmar (* 1942), deutscher Germanist, Sprachwissenschaftler und Hochschullehrer
- Neuß, Erich (1899–1982), deutscher Archivar und Historiker
- Neuss, Heinrich Georg (1654–1716), deutscher Kirchenlieddichter und Pastor
- Neuss, Helmut (1908–2009), deutscher Konteradmiral
- Neuss, Hubert Van (1839–1904), belgischer Finanzbeamter und Kolonialverwalter
- Neuß, Karl (1888–1967), deutscher Maler und Kunstlehrer
- Neuß, Norbert (* 1966), deutscher Erziehungswissenschaftler und Hochschullehrer
- Neuß, Rudolph (1826–1892), deutscher Jurist und Bürgermeister
- Neuss, Wendy (* 1954), US-amerikanische FernsehproduzentinWendy Neuss (* 1954)

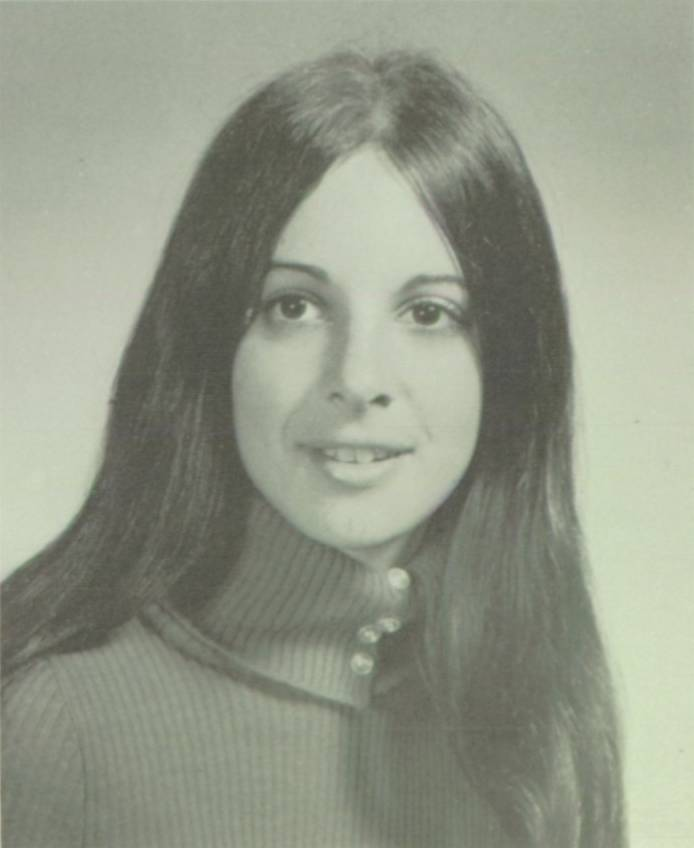
Wendy Neuss (* 1954)

- Neuß, Wilhelm (1880–1965), deutscher römisch-katholischer Priester, Kirchenhistoriker und Kunsthistoriker
- Neuß, Wilhelm (1932–2015), deutscher Jurist und Oberbürgermeister der Stadt Worms
- Neuß, Wolfgang, deutscher Ruderer
- Neuss, Wolfgang (1923–1989), deutscher Kabarettist und Schauspieler
- Neusser, Edmund von (1852–1912), österreichischer Internist
- Neusser, Erich von (1902–1957), österreichischer Filmproduktionsleiter und -produzent
- Neusser, Franz (1823–1912), österreichischer Politiker
- Neusser, Hans Jürgen (* 1943), deutscher Physikochemiker
- Neußer, Heinz-Jakob (* 1960), deutscher Manager und Vorstandsmitglied der Volkswagen AG
- Neusser, Kathrin (* 1981), deutsche Schauspielerin, Dialogbuchautorin sowie Hörspiel- und Synchronsprecherin
- Neusser, Peter (1932–2010), österreichischer Schauspieler und Synchronsprecher
- Neusser, Wilhelm (1924–1994), österreichischer Politiker (ÖVP), Landtagsabgeordneter
- Neussner, Katharina (* 1996), österreichische Snowboarderin

### Neust
- Neustadt, Ernst (1883–1942), deutscher Altphilologe, Pädagoge und Schulleiter
- Neustadt, Pinkus (1823–1902), deutscher Rabbiner
- Neustadt, Richard E. (1919–2003), US-amerikanischer Politikwissenschaftler und Präsidentenberater
- Neustädter, Ellen (1881–1926), deutsche Schauspielerin, Sängerin, Schauspiellehrerin und Regisseurin
- Neustädter, Gustav (* 1892), letzter Vorsteher der Jüdischen Kultusgemeinde in Bad Kissingen und Gründer des „Bayerischen Schochtimverbandes“
- Neustädter, Peter (* 1966), deutscher Fußballspieler und -trainerPeter Neustädter (* 1966)

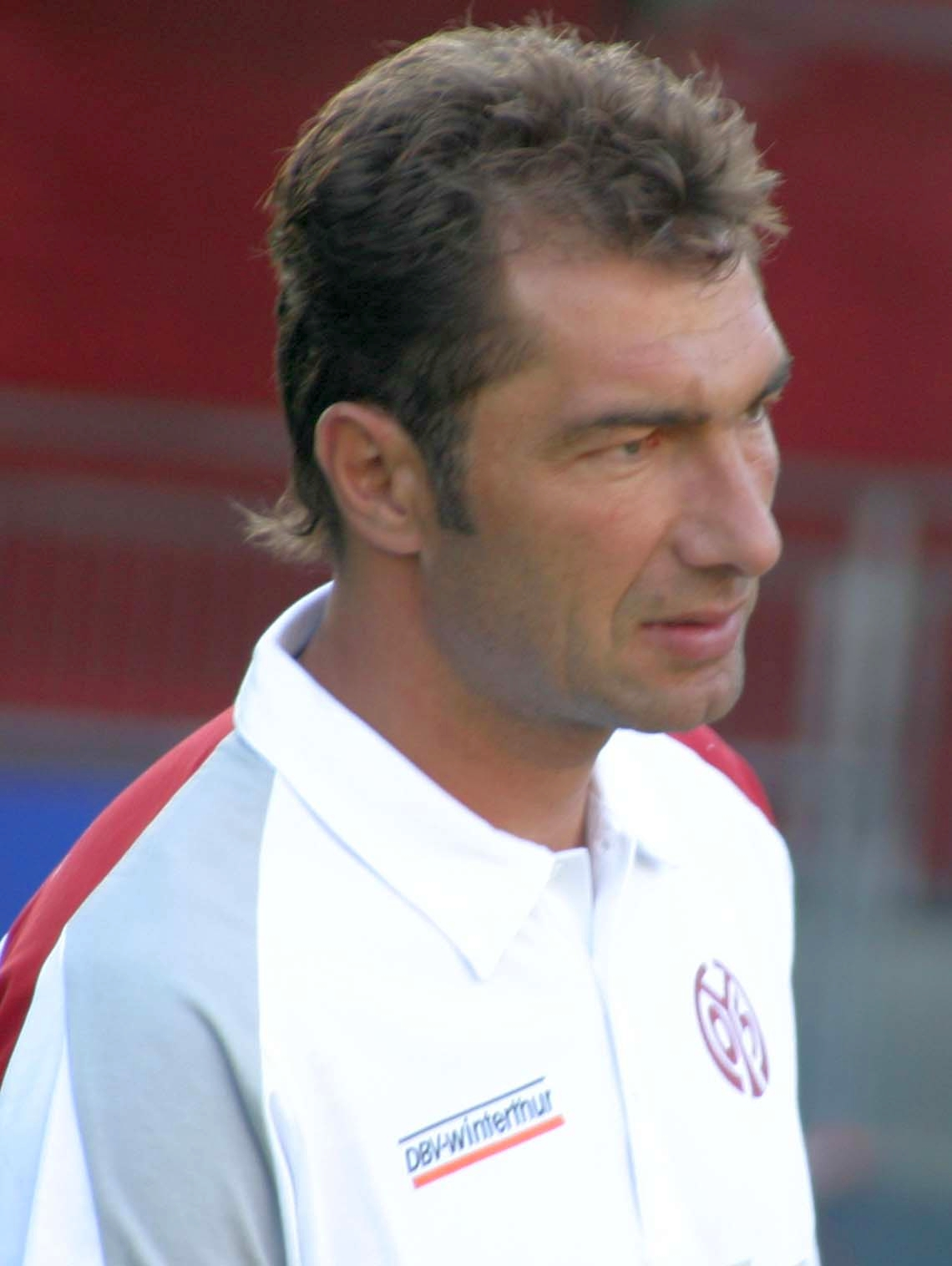
Peter Neustädter (* 1966)

- Neustädter, Roman (* 1988), russischer FußballspielerRoman Neustädter (* 1988)

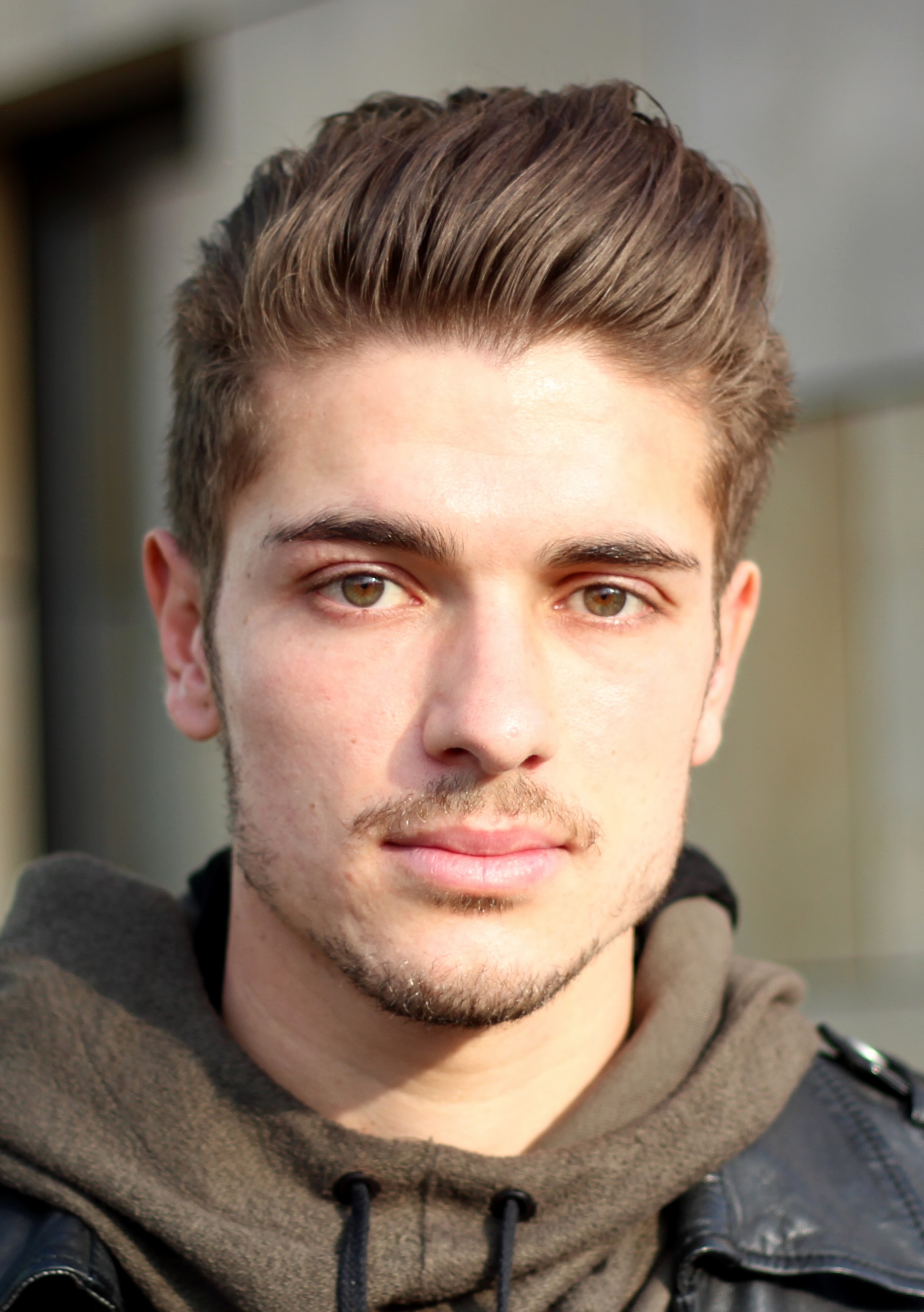
Roman Neustädter (* 1988)

- Neustadter, Scott, US-amerikanischer Drehbuchautor und Executive Producer
- Neustädter-Stürmer, Odo (1885–1938), österreichischer Politiker und Chefideologe der Heimwehr, Abgeordneter zum Nationalrat
- Neustädtl, Elvira, österreichische Schauspielerin
- Neustaedter, Alex (* 1998), US-amerikanischer Schauspieler
- Neustätter, Ludwig (1829–1899), deutscher Porträt- und Genremaler
- Neustedt, Paul (* 1902), deutscher Radrennfahrer
- Neustetter genannt Stürmer, Johann Christoph (1570–1638), Domherr von Bamberg, Mainz und Würzburg, Geheimer Rat, Apostolischer Protonotar
- Neustetter, Heinrich Michael (1874–1958), österreichischer Entomologe und Insektenhändler
- Neustifter, Joseph Michael (* 1949), deutscher Künstler und Bildhauer
- Neustrujew, Sergei Semjonowitsch (1874–1928), russisch-sowjetischer Geograph und Hochschullehrer
- Neustück, Johann Heinrich (1802–1868), Schweizer Bildhauer
- Neustück, Maximilian (1756–1834), deutscher Maler

### Neusu
- Neusurpa Yeshe Bar (1042–1118), tibetischer Buddhist der Kadam-Tradition
- Neusüss, Arnhelm (* 1937), deutscher Politologe und Soziologe
- Neusüß, Christel (1937–1988), deutsche politische Ökonomin und Hochschullehrerin
- Neusüss, Floris Michael (1937–2020), deutscher Fotograf, Fotokünstler und Hochschullehrer